# ماتيلد فرنك
ماتيلد فرنك (بالفرنسية: Mathilde Franck)‏ هي طيارة فرنسية، ولدت في 1866، وتوفيت في 1956.